# Prosper de Hauleville
Charles Alexandre Prosper de Hauleville (Luxemburg, 28 mei 1830 - Brussel, 25 april 1898) was een Belgisch journalist, essayist en historicus.

## Levensloop
Prosper de Hauleville stamde uit een Lotharingse familie die, onder keizerin Maria Theresia, samen met gouverneur-generaal Karel van Lotharingen verhuisde naar de Oostenrijkse Nederlanden. Hij was vooral verbonden met het Duitstalige België en wanneer Duitssprekend Luxemburg na 1848 een persoonlijk hertogdom werd onder koning Willem I der Nederlanden, verkoos Hauleville de Belgische nationaliteit.
Hij was een zoon van Isidore de Hauleville, kornet in het Nederlandse leger en van Catharina Berns, die allebei stierven nog voor hij vier was. Hij werd opgevoed door een oom die in Echternach woonde, en toen die ook overleed, door een voogd. Hij werd in een vrijzinnige voltairiaanse geest opgevoed, maar toen hij als jonge volwassene een preek bijwoonde door pater Henri Lacordaire bekeerde hij zich en werd een vurige katholiek. Niettemin stuurde zijn voogd hem naar de ULB, waar hij promoveerde tot doctor in de rechten. Hij studeerde vervolgens aan de Sorbonne en aan de universiteit van Bonn, waar hij een doctoraat in vergelijkend recht verkreeg. Hij trok daarna nog naar Gent, waar hij geschiedenis studeerde. Hij maakte er indruk en werd in oktober 1857 docent geschiedenis aan deze universiteit. Zijn benoeming werd echter in augustus 1858, in het kader van de lopende politieke tegenstellingen, door minister Charles Rogier verbroken. 
Hij vestigde zich in Brussel en werd een van de leiders van de jonge progressieve katholieken. In 1859 kocht hij het katholieke blad L'Universel, werd er de directeur van en maakte er de spreekbuis van de progressieve katholieken van. De krant verdween echter in september 1862. Hij werd journalist bij het Parijse Correspondant en bij de in 1865 gestichte Revue Générale. Van 1874 tot 1890 was hij directeur van het tweede. Van 1876 tot 1890 was hij ook directeur van de Journal de Bruxelles, een vroegere tegenstander die hij in handen kreeg en in de liberaal-katholieke richting deed evolueren.
Na 1890 trad hij als freelance journalist op. Hij werd tevens hoofdconservator aan de koninklijke musea en docent aan de Krijgsschool (vanaf 1888). Hij bedreef journalistiek onder zijn eigen naam en onder de schuilnaam 'Félix de Breux'.
De Hauleville was een achterkleinzoon van Charles Hauleville die in 1753 in de erfelijke adel werd opgenomen door keizer Frans I van Oostenrijk, met toekenning van het partikel de. In 1861 verkreeg Prosper de Hauleville erkenning in de Belgische erfelijke adel, terwijl keizer Frans Jozef I van Oostenrijk hem, op basis van zijn Oostenrijks-Lotharingse adel, in 1867 de erfelijke titel baron verleende, die echter in België niet gehomologeerd werd.
Hij trouwde in Trier in 1854 met zijn volle nicht Mélusine de Plessen (1828-1892). Ze kregen zes kinderen.

## Alphonse de Hauleville
- Alphonse de Hauleville (1860-1938), zoon van Prosper en enige die voor afstammelingen zorgde, werd directeur van het analytisch Senaatsverslag en was directeur van het Museum van Belgisch Congo. Hij kreeg in 1929 de titel baron, overdraagbaar bij eerstgeboorte. Hij trouwde in 1895 met Laurence Cambier (1875-1962), kunstschilder.
  - Eric de Hauleville (1900-1941), doctor in de rechten, advocaat, letterkundige, trouwde in 1935 met Rose Nys (°1908).
    - Prosper de Hauleville (1906-1985), ingenieur, directeur bij Petrofina, trouwde in 1940 met Jacqueline Greiner (1905-1987).
      - Antoine-Eric de Hauleville (1941- ), consultant bij de Verenigde Naties, consul van Bouthan,  trouwde met Sonia Van Laer (1941- ). Met afstammelingen tot heden.